# Station Tamamizu
Station Tamamizu (玉水駅, Tamamizu-eki) is een spoorwegstation in de Japanse stad  Ide. Het wordt aangedaan door de Nara-lijn. Het station heeft twee sporen, gelegen aan twee zijperrons.
In het station bevindt zich een gedenksteen ter nagedachtenis van het bereiken van 9000 km geëlektrificeerd spoor door JNR (1982). 

## Treindienst

### JR West
| 1 | ■ Nara-lijn | richting Uji en Kioto |
| 2 | ■ Nara-lijn | richting Kizu en Nara |

## Geschiedenis
Het station werd in 1896 geopend. In 1953 werd er een nieuw station gebouwd.

## Stationsomgeving
- Stadhuis van Ide
- Postkantoor van Ide
- Kyoto Bank
- Kizu-rivier
- Tama-rivier
- Autoweg 24

Kioto · Tōfukuji · Inari · JR Fujinomori · Momoyama · Rokujizō · Kohata · Ōbaku · Uji · JR Ogura · Shinden · Jōyō · Nagaike · Yamashiro-Aodani · Yamashiro-Taga · Tamamizu · Tanakura · Kamikoma · Kizu (Narayama · Nara)